# Levelange
Levelange (en luxemburguès: Liewel; en alemany:  Levelingen) és una vila de la comuna de Beckerich, situada al districte de Diekirch del cantó de Redange. Està a uns 24 km de distància de la ciutat de Luxemburg.